# Cijevna
Die Cijevna (serbokroatisch-kyrillisch Цијевна, albanisch Cem oder auch Cemi) ist ein Nebenfluss der Morača, der in Nordalbanien entspringt und nach 62,2 Kilometern in Montenegro unweit des Skutarisees mündet. Er entwässert den Nordwesten der Albanischen Alpen – ein Gebiet von 368 km², wovon 238 km² in Albanien liegen. Die durchschnittliche Wassermenge beträgt 24,86 m³/s. Am meisten Wasser führt der Fluss im Dezember nach den ersten starken Niederschlägen und im April infolge der Schneeschmelze.

## Geografie

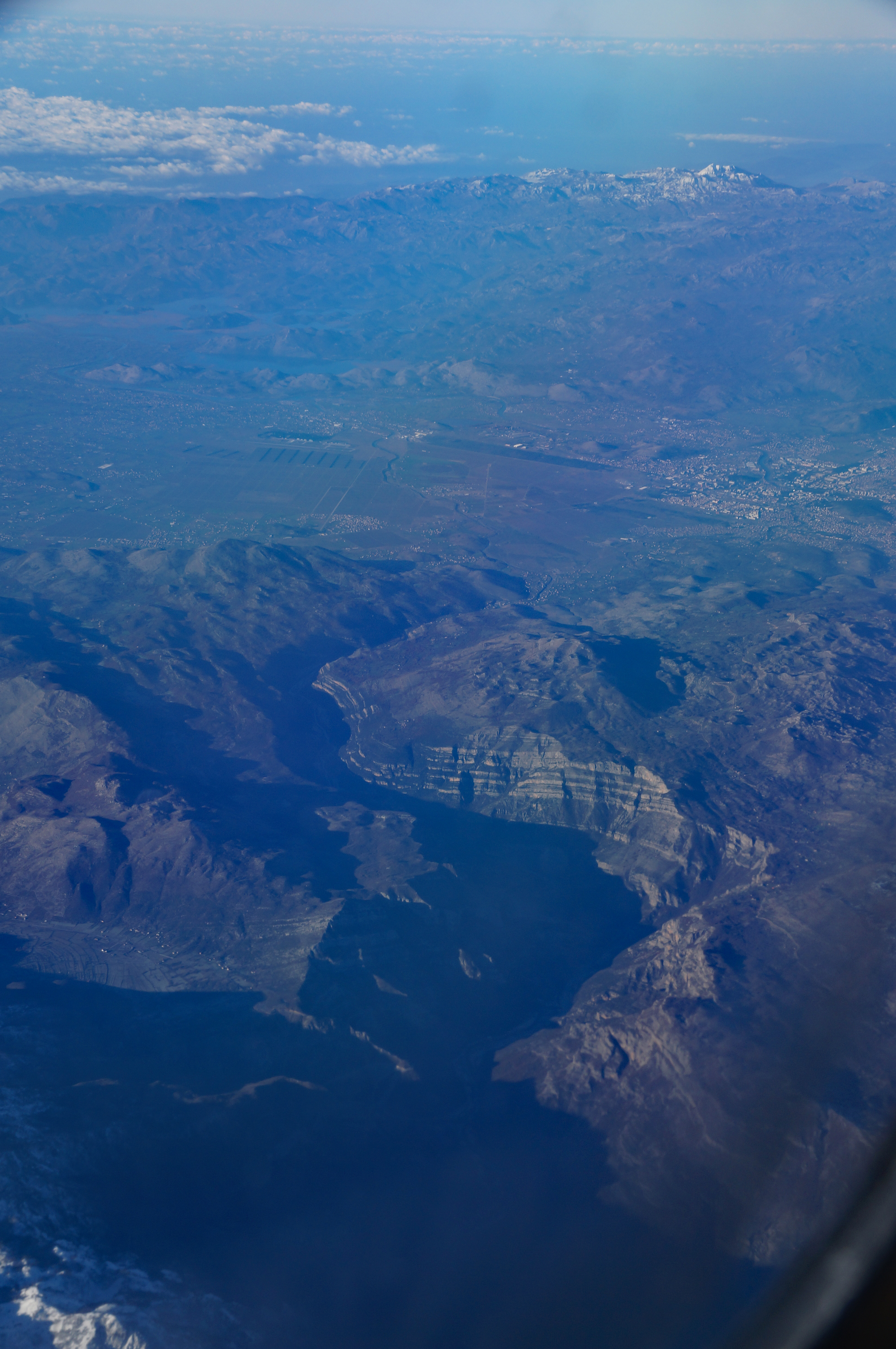
Schlucht der Cijevna im albanisch-montenegrinischen Grenzgebiet südöstlich von Podgorica

Die Cijevna, deren Oberlauf Cem i Selcës genannt wird, entspringt ganz im Norden Albaniens aus mehreren Gebirgsbächen auf rund 1500 m Höhe. Nach der Quelle von Berizhdol beim Pass Qafa e Bordolecit verläuft er zuerst nach Westen, später nach Südwesten. Das Cem-Tal schneidet sich von Beginn an tief in die Berge der Malësia e Madhe ein und bildet mehrere tiefe Schluchten. Trotz allem ist das V-Tal Lebensraum für mehrere Dörfer – hierzu zählen Grabon, Broja, Tamara, Dobrenja, Selca und Gropat e Selcës sowie Kozhnja, Vukël und Nikç in Seitentälern – und einzige Verkehrsachse in diesem Teil des Landes.
Nach etwa 22,5 Kilometer vereinigt er sich beim Ort Tamara mit dem aus einem linken Seitental kommenden Cem i Vuklit, selten auch Cem i Nikçit genannt. Der 17,9 Kilometer lange Cem i Vuklit mit einem Einzugsgebiet von 132 km² ist nicht nur der größte Nebenfluss, sondern führt auch mehr Wasser als der Hauptfluss. Im unteren Teil führt der Fluss durch ein eng eingeschnittenes Tal, der obere Teil beim Dorf Nikç, wo die Berge einen Talkessel mit steilen Felswänden bilden, ist ein Trockental – erst Unterhalb des Dorfes Vukël führt eine große Quelle dem Flussbett im Talgrund laufend Wasser zu. Einige rechte Seitenbäche führen hingegen laufend Wasser.
Nach 26,5 Kilometer passiert der Fluss auf ca. 160 m ü. A. die albanisch-montenegrinische Grenze. Der Fluss durchquert an dieser Stelle nochmals eine tief eingeschnittene Schlucht, die dank eines 2021 eröffneten Grenzübergangs und Anschlussstraßen passierbar ist. Dieses Gebiet ist ein wichtiges Refugium für viele seltene Pflanzen- und Tierarten, insbesondere auch Vögel. Es ist ein Schutzgebiet im Sinne der Berner Konvention und enthält mehrere endemische Arten. Die Berge um den jetzt dem Westen zufließenden Fluss werden allmählich niedriger. Nordöstlich von Tuzi tritt er dann in die Zeta-Ebene aus, die er südlich von Podgorica durchquert, um dann in die Morača zu münden.
Es leben 22 Fischarten im Fluss, darunter Salmoniden, Aal und Strömer (Leuciscus souffia montenegrinus). Daneben gibt es auch Amphibien und Reptilien.
An einigen Stellen gibt es kleine Wasserkraftwerke, weitere sind geplant. Das Wasser der Cijevna wird auch mancherorts zu Bewässerungszwecken genutzt. In einigen Fischzuchtanlagen werden Forellen gezüchtet. Während im albanischen Abschnitt die Wasserqualität gut ist, ist das Ökosystem des Flusses im unteren Abschnitt durch Abfälle und Abwasser sowie Abbau von Kies und Sand gefährdet.